# Білоруська валютна та фондова біржа
Білоруська валютна та фондова біржа (БВФ) — валютна та фондова біржа, що базується в Білорусі.

## Історія
Біржа утворена 1998 року відповідно до Указу Президента Білорусі від 20 липня 1998 року № 366 «Про вдосконалення системи державного регулювання фондового ринку». Засновниками фондової біржі були Національний банк Республіки Білорусь (контрольний пакет акцій), Фонд державного майна Міністерства економіки Республіки Білорусь та ряд великих банків Республіки Білорусь. Білоруська валютна та фондова біржа є членом Федерації євроазіатських фондових бірж.

## Управління
Вищим органом управління білоруською валютою та фондовою біржею є Загальні збори акціонерів. До складу акціонерів БФБЕ, крім її засновників, входять банки, брокери/дилерські дочірні республіки тощо. Управління БФБЕ між Загальними зборами акціонерів здійснює Наглядова рада.
BCSE виконує функції організації торгів, функціонування оператора системи розрахунково-клірингових операцій, розрахункового депозитарію, інформаційного центру, а також здійснює реєстрацію договорів, укладених на позабіржовому ринку.